# Грінстедська церква

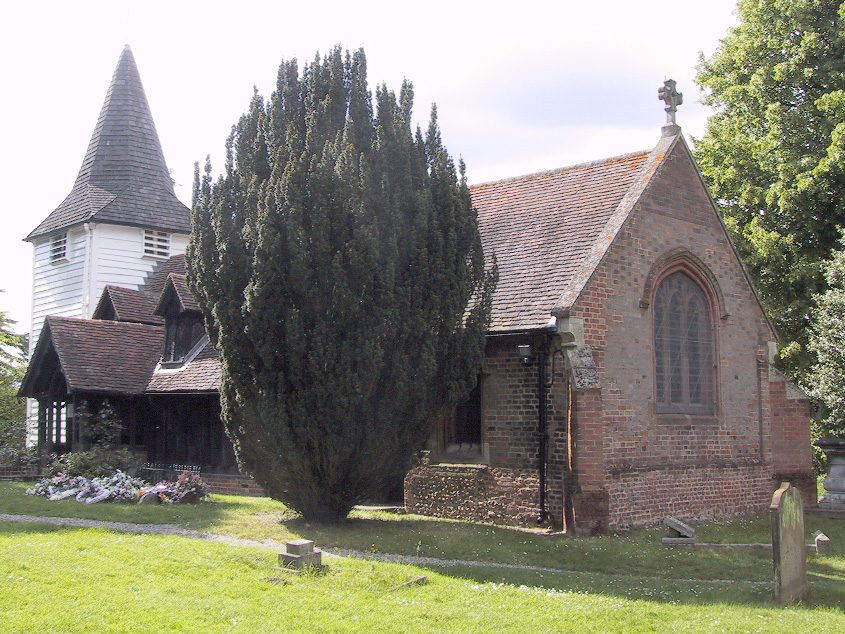
Грінстедська Церква. Сучасний вигляд.

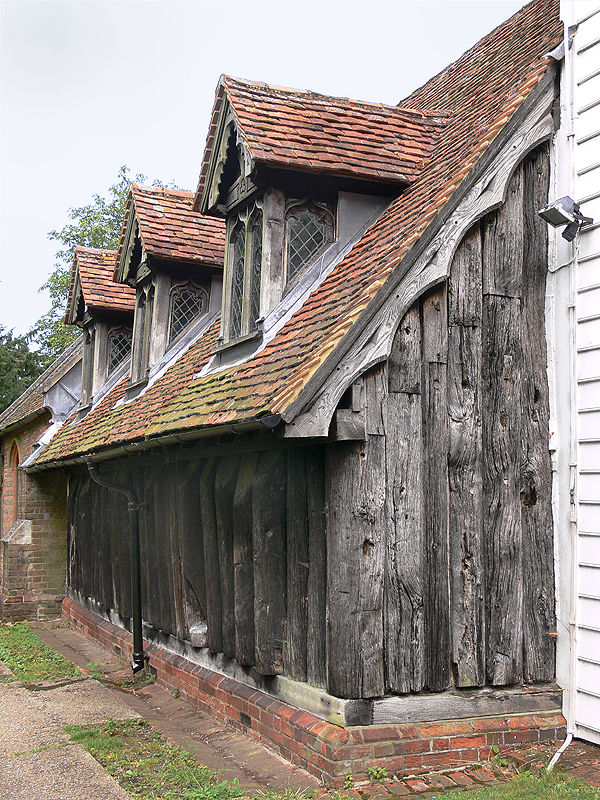
Північна стіна і частина західної стіни нефа.

Грінстедська церква (англ. Greensted Church) — вважається найдавнішою дерев'яною церквою в Європі. Розташована в графстві Ессекс.
Довгий час вважали, що церква побудована в 845 році н. е. У 1995 році були проведені дендрохронологічні дослідження, за якими дерев'яну церкву слід вважати будівлею XI століття, ця дата була переглянута до 1053±10-55 років (тобто у період між 998 і 1063 роками). Церква стоїть на кам'яних підмурках, фронтони цегляні, дах сучасний. Біла вежа пізня, побудована в XVII столітті.